# Allocation parentale d'éducation en France
 (juillet 2025).
Pour les articles homonymes, voir APE.
L’allocation parentale d’éducation (APE) est, en France, une allocation de prestation sociale versée au parent d’un ou de plusieurs enfants de moins de six ans, lorsque ce parent cesse de travailler.
Elle est remplacée par le complément libre choix d'activité de la prestation d'accueil du jeune enfant (PAJE) pour les enfants nés depuis le 1er janvier 2004.

## Présentation
Mise en place depuis le 1er janvier 2004, la PAJE se substitue aux allocations liées à la petite enfance c'est-à-dire l'APJE (allocation pour jeune enfant), l'AAD (allocation d'adoption), l'APE (allocation parentale d'éducation), l'AFEAMA (aide à l'emploi d'une assistante maternelle agréée et l'AGED (allocation de garde d'enfant à domicile).
Elle vise à inciter les couples à avoir des enfants, en assurant un revenu aux personnes au foyer (le plus souvent des femmes) qui abandonnent leur emploi ou exercent une activité à temps partiel pour s’occuper de leurs jeunes enfants (moins de 3 ans).